# Маслово (Кашинский район)
Маслово — деревня в Кашинском городском округе Тверской области России. 

## География
Деревня находится на правом берегу реки Кашинка недалеко от впадения в Волгу в 18 км на юг от города Кашина. В 1,5 км на север от деревни расположено бывшее село Кожино.

## История
В 1732 году в селе Кожино близ деревни была построена каменная Богородицерождественская церковь с 2 престолами. 
В конце XIX — начале XX века деревня входила в состав Тиволинской волости Кашинского уезда Тверской губернии. 
С 1929 года деревня входила в состав Барыковского сельсовета Кашинского района Бежецкого округа Московской области, с 1935 года — в составе Калининской области, с 1994 года — в составе Барыковского сельского округа, с 2005 года — в составе Барыковского сельского поселения, с 2018 года — в составе Кашинского городского округа.

## Население
| 1859 | 1889 | 2002 | 2010 |
| ---- | ---- | ---- | ---- |
| 102  | ↗113 | ↘13  | ↘1   |

## Достопримечательности
В урочище Кожино близ деревни расположена восстанавливаемая Церковь Рождества Пресвятой Богородицы (1732).